# Ефраїм

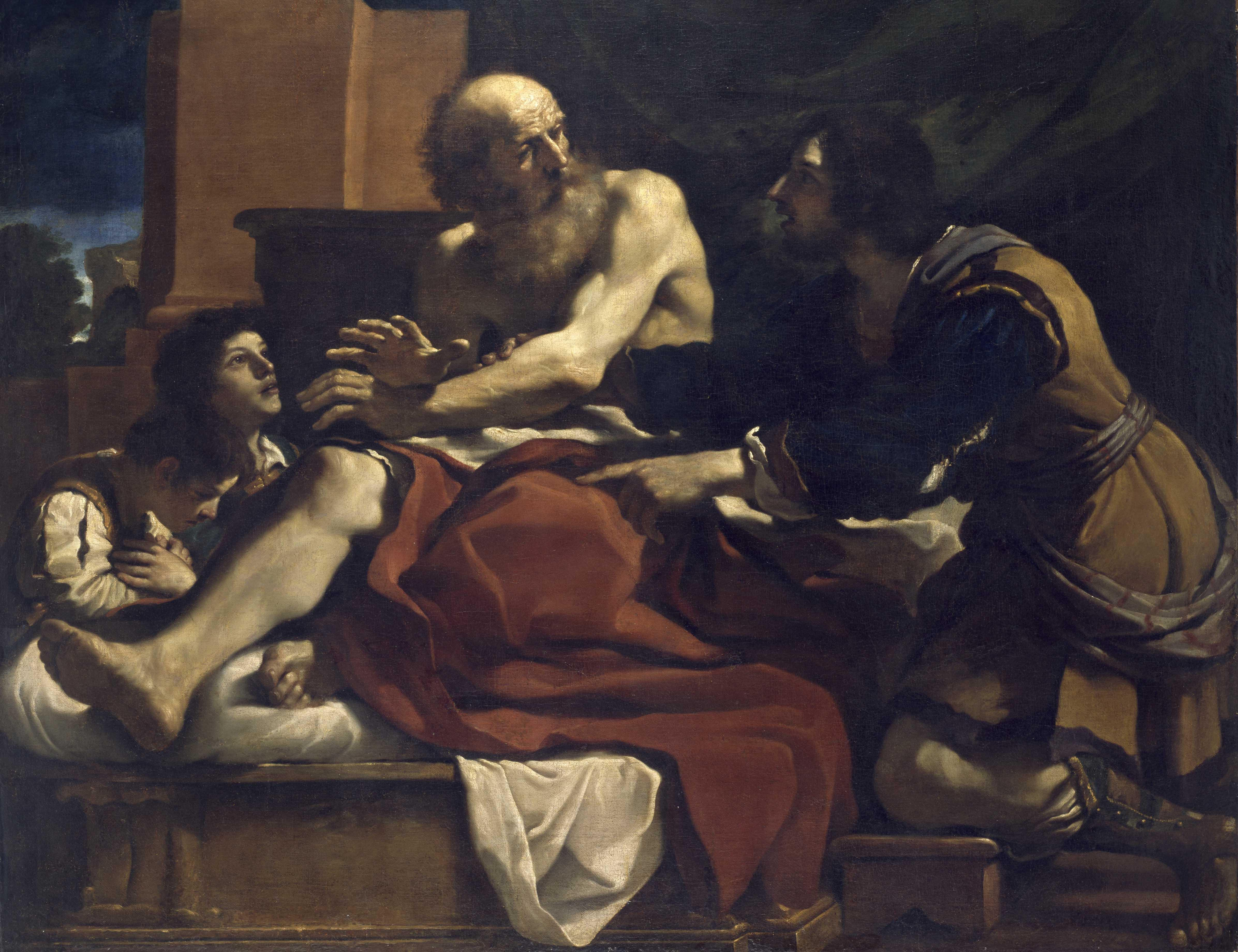
Яків, Ефраїм та Манасія. Гверчіно

Ефраїм (Єфрем, івр. אֶפְרָיִם — Ефраїм) — молодший син Йосипа від єгиптянки Оснат з  Геліополя (Бут. 46:20). Народився в Єгипті, ще до приходу роду Якова із Ханаану і усиновлений престарілим Яковом (Бут. 48:5).
Старші діти Ефраїма загинули в міжусобних зіткненнях з жителями Гату, після чого у Єфрема народився ще син, який отримав на згадку про братів ім'я Берія — «син горя» (1 Хр. 7:23). Всього, Перша книга хроніки перераховує 18 синів Єфрема (імена деяких з них повторюються) і дочку Шееру, яка «збудувала Бет-Орон нижній і верхній і Уззен-Шееру» (1 Хр. 7:24).
Ефраїм є родоначальником одного з  Дванадцяти племен Ізраїля —  коліна Ефраїма, яке отримало в спадок землі центрального Ханаану (південна Самарія), включаючи міста Шіло, Сихем і Бет-Ел (1 Хр. 7:28). При заселенні Ханаану, мужі Ефраїмові стали компактно жити з ханаанеями, беручи з них данину (Нав. 16:10).
У епоху Суддів ізраїльське ополчення на чолі з суддею Їфтахом під час міжусобної війни винищило на берегах Йордану близько 42 тис. людей Ефраїма (Суд. 12:4-7). Перший цар північного ізраїльського царства — Єровоам I, походив з роду Ефраїма.
Ефраїмове плем'я згодом віддалилися від ізраїльтян, і як було пророковано Осією, асимільоване ассирійцями: « А Єфрем став, як голуб, нерозумний, немудрий: закликають в Єгипет, а йдуть в Ассирію. Як підуть вони, розтягну Свою сітку над ними, стягну їх додолу, мов птаство небесне, за злобою їхньою Я їх караю.» (Ос. 7:11-12).